# Białe dłonie
Białe dłonie (węg. Fehér tenyér) – węgierski dramat filmowy z 2006 roku w reżyserii Szabolcsa Hajdu.

## Fabuła
Film jest inspirowany życiem Zoltána Miklósa Hajdu, który zagrał w nim także główną rolę. Miklós Dongó w młodości był utalentowanym gimnastykiem, jednak jego karierę przerwała kontuzja. Postanawia wyjechać do Kanady, gdzie objął stanowisko trenera. Dongó zostaje szkoleniowcem pewnego siebie Kyle'a, z którym początkowo nie potrafi się porozumieć. Pod wpływem podopiecznego dokonuje retrospekcji, przypominając sobie surowe metody szkoleniowe, których sam doświadczył, będąc dzieckiem. Uczęszczając na zajęcia w wieku około dziesięciu lat, Dongó był szkolony przez brutalnego, tyrańskiego trenera, podczas gdy jego rodzice mieli obsesję na punkcie sukcesu sportowego syna. W końcowej części filmu Dongó wraz z podopiecznym uczestniczą w mistrzostwach świata odbywających się na Węgrzech.

## Obsada
- Zoltán Miklós Hajdu – Miklós Dongó
- Kyle Shewfelt – Kyle Manjak
- Gheorghe Dinică – Puma
- Andor Lukáts – ojciec
- Oana Pellea – matka
- Orion Radies – Dongó w wieku 10 lat
- László Sinkó – lekarz

## Nagrody
W 2006 roku film był zgłoszony jako węgierski kandydat na Oscara, jednak nominacji nie przyznano. W 2006 roku film otrzymał nagrody podczas Magyar Filmszemle za najlepszą reżyserię, najlepsze zdjęcia, najlepszą produkcję i najlepszy montaż. Podczas festiwalu w Karlowych Warach film otrzymał wyróżnienie East of the West. W tym samym roku film był nominowany do nagrody Feature Film Selection Europejskich Nagród Filmowych.